# Френцо (Павија)
Френцо је насеље у Италији у округу Павија, региону Ломбардија.
Према процени из 2011. у насељу је живело 17 становника. Насеље се налази на надморској висини од 244 м.